# 灰毛牡荆
灰毛牡荆（学名：Vitex canescens）为马鞭草科牡荆属下的一个种。

## 扩展阅读
- 維基物種上的相關：灰毛牡荆